# Călin Popovici
Călin Popovici - (n. 4 octombrie 1910, Galați – d. 16 ianuarie 1977, București),  astronom, astrofizician și geodez român, ales post-mortem membru al Academiei Române(1990)

#### Biografie[2]
A fost profesor la Universitatea din București

#### Activitate științifică
Are lucrări de fotometrie stelară, fizica soarelui și solar-terestră, astronomiegeodezică, triangulație cosmică și filozofie a astronomiei. A inițiat și desvoltat cercetările astrfizice și spațiale la Observatorul din București. A conceput metoda cercului de simultaneitate și a afectuat studii asupra meteorilor, mișcării soarelui în spațiu, etc. A publicat numeroase lucrări de popularizare a astronomiei.
A întemeiat școala românească de stele variabile. A combătut astrologia, arătând , că configurația constelațiilor zodiacale s-a deplasat cu aproximativ o lună de la momentul apariției acestei pseudoștiințe în epoca Babilonului antic, a redactat  un dicționar valoros de astronomie.

#### Publicații
- Stelele. Date fizice, structura internă, originea și evoluția lor, 1958
- Dicționar de astronomie și astronautică Bucuresti, Editura Stiințifica si Enciclopedica, 1977 -redactor principal, coautori: George Stănilă, Emilia Țifrea, Florin Zăgănescu